# A quien tú decidiste amar
«A quien tú decidiste amar» es una canción de la banda mexicana de Pop latino, Sandoval, fue escrita por el vocalista de la banda, Mario Sandoval. Esta fue lanzada en los Estados Unidos en septiembre de 2009.
La canción es el segundo track del álbum debut de la banda, Lo que siempre soñamos ser. La canción habla sobre dejar ser feliz a alguien con alguien más, también que esa persona no la va a olvidar.

## Charts
México: 1.
 PROMUSICAE: 7.
 Billboard Hot 100: 48.
 Colombia: 1.
 Costa Rica: 1.
 Argentina: 1.
: Venezuela: 3.
 Chile: 1.
 Uruguay: 2.
 Italia: 10.
 Francia: 53.
 Reino Unido: 31.
 Países Bajos: 50.

## Créditos

### Miembros actuales
- Mario Sandoval - vocales y guitarra eléctrica
- Susy Ortiz - Vocales
- Verónica de la Garza - Vocales/Modelo
- Enrique López Lezama - Bajo
- Álex Boom - Batería